# Medal „Obrońca Wolnej Rosji”
Medal „Obrońcy Wolnej Rosji” (ros. Медаль «Защитнику свободной России») – rosyjskie odznaczenie państwowe.

## Historia
Odznaczenie zostało ustanowione ustawą Federacji Rosyjskiej nr 3183-I z dnia 2 lipca 1992 roku dla wyróżnienia uczestników działań przeciwko próbie puczu w dniach 19–21 sierpnia 1991 roku, zmierzającego do obalenia władz Federacji Rosyjskiej. 

## Zasady nadawania
Odznaczenie nadawane jest jednorazowo obywatelom Federacji Rosyjskiej, obcokrajowcom i osobom nie mającym obywatelstwa, które wykazały się męstwem i odwagą w czasie obrony siedziby rządu Federacji Rosyjskiej, a także innych obiektów, które zostały zaatakowane przez oddziały popierające puczystów. Odznaczenie także przyznawane było za zasługi
w przeprowadzaniu przemian demokratycznych, reform gospodarczych i politycznych, wzmocnienie rosyjskiej państwowości i wkład w rozwiązywanie problemów narodowościowych.
Odznaczenie nadawane było także pośmiertnie. 
Pierwsze medale otrzymało trzech poległych w dniu 21 sierpnia 1991 roku, którzy próbowali zatrzymać jadące w kierunku siedziby rządu kolumny transporterów opancerzonych. Medalem tym nagrodzono także dwóch Amerykanów, korespondentów CNN, którzy relacjonowali wydarzenia na żywo z Moskwy.
Odznaczenie nadawane było w latach 1992–2006, w tym czasie nadano 1994 takie medale. 

## Opis odznaki
Odznaka medalu wykonana jest z posrebrzanego tombaku i ma kształt koła o średnicy 34 mm.
Na awersie znajduje się krzyż równoramienny, na środku którego przedstawiona jest postać św. Jerzego zabijającego smoka. Pod rysunkiem napis: data 1991, a poniżej 21 августа (pol. 21 sierpnia). Między ramionami krzyża znajdują się na przemian liście laurowe i dębowe.
Na rewersie znajduje się  rysunek przedstawiający siedzibę rządu Federacji Rosyjskiej oraz barykadę przed nim. Pod rysunkiem jest napis «ЗАЩИТНИКУ СВОБОДНОЙ РОССИИ» (pol. Obrońcy Wolnej Rosji). 
Medal zawieszony jest na pięciokątnej zawieszce obciągniętej wstążką o szerokości 24 mm, podzielonych na dwie części: z lewej strony barwy niebieskiej, a z prawej barwy orderu św. Jerzego.